# Condylostylus cancer
Condylostylus cancer är en tvåvingeart som beskrevs av Van Duzee 1934. Condylostylus cancer ingår i släktet Condylostylus och familjen styltflugor.
Artens utbredningsområde är Guyana. Inga underarter finns listade i Catalogue of Life.